# 朝月希和
朝月希和（日语：／，1月6日—），前寶塚歌劇團雪組主演娘役，彩風咲奈第一任搭檔，暱稱。東京都世田谷區人，畢業於昭和女子大学附屬昭和高等學校，身高163公分，血型B型。

## 簡介
- 2010年，進入寶塚歌劇團[1][2][3]，96期生，同期生有咲妃みゆ(前雪組主演娘役)、花乃まりあ(前花組主演娘役)、綺咲愛里(前星組主演娘役)[4]。初次登台表演是月組公演『THE SCARLET PIMPERNEL(紅花俠)』[2]，被分配到花組[1][2]。
- 共擔任兩次新人公演女主角，分別是2013年『愛と革命の詩』及2015年『新源氏物語』新人公演。
- 2017年，和音くり寿共同擔任『MY HERO』公演女主角，為東上(東京特別公演)雙女主之一，同年8月28日被組替到雪組[2]。
- 2019年11月11日，再次回到花組。2020年梅田藝術劇場、日本青年館公演『マスカレード・ホテル(假面飯店)』是她第一次獨自擔任東上(東京特別公演)女主角[2][5]。同年11月16日第二次組替至雪組[5][6]。
- 2021年4月12日，就任雪組主演娘役，擔任彩風咲奈的搭檔[5]。兩人搭檔的第一座大劇場為『CITY HUNTER(城市獵人)』『Fire Fever!(火焰狂熱)』[2][7]。
- 2022年12月25日，『蒼穹之昴』東京公演結束後，退出寶塚歌劇團[7][8]。

## 寶塚歌劇團時期

### 初舞台
- 2010年4-5月 寶塚大劇場月組公演『THE SCARLET PIMPERNEL（スカーレット ピンパーネル）(紅花俠，改編艾瑪·奧希茲原作同名小說)』[9]

### 花組時期
- 2010年7-10月 『麗しのサブリナ(龍鳳配)』『EXCITER!!』[10]
- 2011年2-4月 『愛のプレリュード(愛的序曲)』『Le Paradis!!（ル パラディ）(樂園)』[11]
- 2011年6-9月 『ファントム(歌劇魅影)』飾演:女團員 新人公演 飾演:幼いエリック(小時候的艾瑞克)(正式公演:實咲凜音[12]
- 2011年10-11月 梅田藝術劇場、日本青年館 『カナリア(金絲雀)』[13]
- 2012年1-3月 『復活-恋が終わり、愛が残った-(復活)』『カノン(卡農)』[14]
- 2012年5月 寶塚Bow Hall、日本青年館 『近松・恋の道行(近松，愛的路上)』飾演:おせん[15]
- 2012年7-10月 『サン＝テグジュペリ(安托萬·德·聖-修伯里)』 新人公演 飾演:ポーレット(波蕾特)(正式公演:桜咲彩花)『CONGA!!』[16]
- 2012年11-12月 日本青年館、梅田藝術劇場 蘭寿とむコンサート『Streak of Light-一筋の光…-』(蘭壽Tomu音樂會「Streak of Light-一束光」)[17]
- 2013年2-5月 『オーシャンズ11(瞞天過海)』新人公演 飾演:エメラルド(埃默拉/祖母綠)（3ジュエルズ/3寶石，在飯店開幕場景表演的女郎之一）(正式公演:仙名彩世)[18]
- 2013年6月 寶塚Bow Hall 『フォーエバー・ガーシュイン(永遠的蓋希文)』飾演:モーリン(莫琳)/Note(音樂精靈)[19]
- 2013年8-11月 『愛と革命の詩（うた）-アンドレア・シェニエ-(愛與革命的詩)』飾演:ユディット(茱迪絲) 新人公演 飾演:マッダレーナ・ド・コワニー(瑪德蓮娜・德・科瓦尼) (正式公演:蘭乃はな)『Mr. Swing!』 [20][21]＊第一次擔任新人公演女主角
- 2013年12月 寶塚Bow Hall 『New Wave!-花-(新浪潮-花)』[22]
- 2014年2-5月 『ラスト・タイクーン -ハリウッドの帝王、不滅の愛-(最後的大亨，好萊塢之王-不朽的愛)』新人公演 飾演:セシリア・ブレーディ(賽希莉亞・布雷迪)(正式公演:桜咲彩花)『TAKARAZUKA ∞ 夢眩(寶塚∞夢幻炫目)』[23]
- 2014年6-7月 寶塚Bow Hall『ノクターン-遠い夏の日の記憶-(夜曲-遙遠夏日的回憶)』飾演:ソフィア(蘇菲亞)[24]
- 2014年8-11月 『エリザベート-愛と死の輪舞（ロンド）-(伊莉莎白-愛與死的輪舞)』飾演:女官 新人公演 飾演:黒天使[25]
- 2015年1月  梅田藝術劇場、日本青年館 『風の次郎吉-大江戸夜飛翔-(風之次郎吉-大江戶夜間飛行)』飾演: 湯女のきわ[26]
- 2015年3-6月 『カリスタの海に抱かれて(被卡莉斯塔的海擁抱)』新人公演 飾演:イザベラ・ブリエンヌ(伊莎貝拉・布里安)(正式公演:仙名彩世)『宝塚幻想曲（タカラヅカ ファンタジア）(寶塚幻想曲)』[27]
- 2015年7-8月 寶塚Bow Hall『スターダム(明星)』飾演:ジェラルディン(潔拉汀)[28]
- 2015年10-12月 『新源氏物語(改編田邊聖子所改寫的現代版源氏物語)』飾演:女三の宮(三公主) 新人公演 飾演:藤壺の女御(藤壺中宮)(正式公演:花乃瑪麗亞)『Melodia-熱く美しき旋律-(Melodia-熱情優美的旋律)』[29][30]＊擔任新人公演女主角
- 2016年4-7月 『ME AND MY GIRL』新人公演 飾演:ランベス・クイーン(藍貝斯皇后)(正式公演:鳳月杏/水美舞斗）/夜の女(街頭妓女)(正式公演:新菜かほ)[31]
- 2016年8月11-13日 寶塚Bow Hall『Bow Singing Workshop〜花〜』[32]
- 2016年9月 寶塚Bow Hall『アイラブアインシュタイン(我愛愛因斯坦)』飾演:ヨハン(約翰)[33]
- 2016年11-2017年2月 『雪華抄（せっかしょう）』『金色（こんじき）の砂漠(金色沙漠)』飾演: 砂の女(沙漠的女人) 新人公演 飾演:第二王女ビルマーヤ(二公主ビルマーヤ)(正式公演:桜咲彩花)[34]
- 2017年3-4月 TBS赤坂ACT劇場、梅田藝術劇場『MY HERO(我的英雄)』飾演:クロエ・スペンサ(克蘿伊・斯賓賽)[35][36]＊擔任東上(東京特別公演)雙女主之一
- 2017年6-8月 『邪馬台国の風(邪馬台國之風)』飾演:トヨ(豐)『Santé!!』[37]＊為每日謝幕領唱的三位歌姬(エトワール)之一

### 雪組時期
- 2017年11月-2018年2月 『ひかりふる路（みち）〜革命家、マクシミリアン・ロベスピエール〜(光照之路〜革命家馬克西米連・羅伯斯比〜)』飾演:ガブリエル・ダントン(加布莉兒・丹敦)『SUPER VOYAGER!』[38]
- 2018年3-4月 『誠の群像(誠之群像)』飾演:明里『SUPER VOYAGER!(超級航海家!)』[39]※全國巡迴公演
- 2018年6-9月 『凱旋門』飾演:ルート・ゴールドベルク夫人(魯特・哥德堡夫人)『Gato Bonito!!(～Gato Bonito，如美貓的男人～)』[40]
- 2018年11月-2019年2月 『ファントム(歌劇魅影)』飾演:ベラドーヴァ/レミー/マリアの影(貝菈多瓦/蕾咪/瑪麗亞的影子)[41]
- 2019年3-4月 東急シアターオーブ(東急劇場Orb)『20世紀號に乗って(特急二十世紀/On the Twentieth Century)』飾演:ヒラリー(希拉蕊)[42]
- 2019年5-9月 『壬生義士傳』飾演:みつ(美津)『Music Revolution!(音樂革命!)』[43]
- 2019年10-11月 『はばたけ黄金の翼よ(展開黃金的翅膀啊,改編粕谷紀子原作漫畫「風のゆくえ」)』飾演: ロドミア・ルッカ(露米蒂雅・盧卡)『Music Revolution!(音樂革命!)』[44]※全國巡迴公演

### 第二次花組時期
- 2020年1月 梅田藝術劇場、日本青年館 『マスカレード・ホテル(假面飯店)』飾演:山岸尚美[45][46]＊單獨擔任東上(東京特別公演)女主角
- 2020年7-11月 『はいからさんが通る(窈窕淑女)』飾演:花乃屋吉次[47]

### 第二次雪組時期
- 2021年1-4月 『fff-フォルティッシッシモ-(fff －Fortississimo－～歡聲高唱！～)』飾演:エレオノーレ・フォン・ブロイニング(埃莉諾‧馮‧貴契爾迪 [蘿爾亨])『シルクロード〜盜賊と寶石〜(絲路～盜賊與寶石～)』[48]

### 雪組主演娘役時期
- 2021年6月 『ヴェネチアの紋章(威尼斯的紋章，改編塩野七生原作小說「緋色のヴェネツィア―聖マルコ殺人事件」)』飾演:リヴィア(莉維亞)『ル・ポァゾン 愛の媚薬-Again-』[49][50]※全國巡迴公演＊主演娘役披露目
- 2021年8-11月 『CITY HUNTER－盗まれたXYZ－(城市獵人-失竊的XYZ)』飾演:槙村香『Fire Fever!(火焰狂熱)』[51][52][53]＊主演娘役大劇場披露目
- 2022年3-6月 『夢介千両みやげ(夢介千兩冤大頭)』飾演:阿銀『Sensational!(精彩繽紛!)』[54][55][56]
- 2022年7-8月 梅田藝術劇場『ODYSSEY（オデッセイ）-The Age of Discovery-(奧德賽-發現的時代)』飾演:セレネ(瑟琳娜)[57][58]
- 2022年11月 宝塚ホテル(寶塚飯店)『朝月希和ミュージック・サロン「La Lumiere ～朝の月のように～」』(朝月希和音樂沙龍-「月光-宛如清晨的月亮」)[59]
- 2022年10-12月 『蒼穹之昴』飾演:李玲玲[60][61][62]＊退團公演

## 寶塚歌劇團退團後
- 2023年10月21-22日 東京建物 Brillia HALL『宝塚歌劇 雪組 pre100th Anniversary Greatest Dream』(寶塚歌劇團雪組成立100周年紀念公演「最偉大的夢想」)[63]
- 2023年11月-12月 新橋演舞場、大阪松竹座、広島文化学園HBGホール(廣島文化學園HBG表演廳)『シェルブールの雨傘』(瑟堡的雨傘/秋水伊人)飾演:ジュヌヴィエーヴ(婕妮维芙)[64]
- 2024年4-5月 日生劇場、梅田藝術劇場『王様と私』(國王與我)飾演:タプティム(塔婷/Tuptim)[65]
- 2024年8月3-18日 シアタークリエ(創新劇院)『ライムライト』(舞台春秋)[66]

## 外部連結
- 朝月希和個人官方網站
- 朝月希和個人instagram
- 朝月希和個人twitter
- 東京都會電視台網站朝月希和簡介宝塚カフェブレイク登場人物朝月希和，存档于Archive.today（存檔日期 20250422）